# Redfoo
Redfoo (rojen kot Stephen Kendal Gordy), ameriški raper, glasbenik, pevec, tekstopisec, plesalec, producent glasbenih plošč in didžej * 3. september 1975 Los Angeles, Kalifornija
Je član glasbenega dua LMFAO, kjer je postal znan po njihovi uspešnici Party Rock Anthem. Redfoo je duo ustanovil skupaj s svojim nečakom Sky Blu leta 2006. Pred izdajo solo albuma leta 2013 so izdali dva studijska albuma. Je najmlajši sin Berryja Gordyja mlajšega, ustanovitelja podjetja Motown Record Corporation.